# Het beste van The Cats
Het beste van The Cats is een muziekalbum van The Cats uit 1983. De elpee bevat alle nummer 1-hits van de band en stond veertien weken in de Albumlijst, waar het nummer 10 als hoogste positie behaalde. Het verkreeg daarbij goudstatus.
Op één nummer na, is de elpee samengesteld uit eerder verschenen werk. Dit ene nummer is La diligence, een gelegenheidsnummer dat werd opgenomen om te dienen als relatiegeschenk voor de bezoekers van een discotheek in Heerlen. Dit nummer zou uiteindelijk zorgen voor de comeback van de band, die op dat moment voor de tweede keer uit elkaar was.
Nog hetzelfde jaar volgde opnieuw een album van The Cats, namelijk The story of.

## Nummers
De duur van de nummers is onttrokken aan andere elpees en kan met deze elpee verschillen.
| Nummer | Naam                                                 | Geschreven door                           | Duur | Opmerkingen |
| ------ | ---------------------------------------------------- | ----------------------------------------- | ---- | ----------- |
| A1     | Lea                                                  | Arnold Mühren                             | 3:45 |             |
| A2     | Times were when                                      | Neil Grimshaw                             | 3:12 |             |
| A3     | Sure he's a cat                                      | Roger Greenaway en Roger Cook             | 2:24 |             |
| A4     | What's the world coming to                           | Roger Greenaway en Roger Cook             | 3:28 |             |
| A4     | Let's dance                                          | Piet Veerman                              | 3:20 |             |
| A5     | Why                                                  | Arnold Mühren                             | 4:04 |             |
| A6     | Scarlet ribbons                                      | Evelyn Danzig en Jack Segal               | 3:21 |             |
| A7     | Where have I been wrong                              | Piet Veerman                              | 5:19 |             |
| A8     | One way wind                                         | Arnold Mühren                             | 3:36 |             |
| B1     | La diligence                                         | Jos Cleber, Arnold Mühren en Piet Veerman | 3:20 |             |
| B2     | Be my day                                            | Larry Murray                              | 3:01 |             |
| B3     | Marian                                               | Arnold Mühren                             | 4:00 |             |
| B5     | Vaya con Dios                                        | Larry Russell, Inez James en Buddy Pepper | 3:28 |             |
| B6     | Rock 'n' roll (I gave you the best years of my life) | Kevin Johnson                             | 4:57 |             |
| B7     | The end of the show                                  | Cees Veerman                              | 4:35 |             |